# Cheiloneurus nitidulus
Cheiloneurus nitidulus är en stekelart som beskrevs av Anis och Hayat 2002. Cheiloneurus nitidulus ingår i släktet Cheiloneurus och familjen sköldlussteklar. Inga underarter finns listade i Catalogue of Life.